# スペース・パニック
スペース・パニックは1980年にユニバーサル（現・ユニバーサルエンターテインメント）によって設計されたアーケードゲームで、クリス・クロフォードは1981年発売の任天堂「ドンキーコング」よりも前の作品であることから、「すべてのプラットフォーム・ゲームの祖先」と呼んでいた。スペース・パニックはドンキーコングのジャンプ機構がなく、主人公はプラットフォームに穴を掘ってエイリアンをおびき寄せ、倒すために穴から突き落とし、全滅させる必要がある。後のレベルでは、より強力なエイリアンを処分するため、2つ以上の穴を垂直に並べる必要がある。酸素供給が限られ、これがタイマーとして機能する。
1981年にアマチェア時代の中村光一がPC-8001に移植して「I/O」に投稿し、「ALIEN Part2」として掲載された。 
1983年にCBSエレクトロニクス社のコレコビジョン端末が発売された。 

## 反応
スペース・パニックは商業的には失敗に終わったが、1983年にエレクトロニック・ゲームズは、コンセプトの斬新さが観客に受け入れられなかったことを理由にしている。"クライミングゲームの最初の作品であるだけでなく、掘るゲームの最初の作品でもあった。新しいゲームをプレイする人にとって、これはかなりの負担だ。しゃれを言うつもりではなく平均的なゲーマーがするには梯子が高すぎたと言っても過言ではない。同誌によると、平均プレイ時間は30秒だったという。 
デジタル・プレス・オンラインのコレコビジョン版の回顧的なレビューで、ケビン・オレニアックは「コレコはいくつかの短命なアーケードゲームを復活させ、家庭用ゲームとして人気を博したが、スペース・パニックは安らかに眠るべきだった」と結論づけている。 

## 遺産
このコンセプトは、同様の外観を持ち、穴を掘って敵を罠にかけるという設定が採用されている、家庭用コンピュータの非公認版「Apple Panic」や1983年の「ロードランナー」で成功を収めている。 
ユニバーサルは、「スペース・パニック」で探求したプレイスタイルを発展させた「Mr.Do! VSユニコーン」（1983年）でジャンルを再構築した。 

### クローン
| 初版 | 名前                  | 会社                      | システム                                                     |
| ---- | --------------------- | ------------------------- | ------------------------------------------------------------ |
| 1981 | Apple Panic           | ブローダーバンド          | Apple II、 Atari 8ビット 、 IBM PC 、 TRS-80 、 VIC-20       |
| 1982 | Panic                 | Visions Software Factory  | ZX Spectrum                                                  |
| 1982 | Monsters              | Acornsoft                 | Acorn Electron 、 BBC Micro                                  |
| 1983 | Monsters in Hell      | Softek Software           | ZX Spectrum                                                  |
| 1983 | Bonka                 | J. Morrison（Micros）Ltd. | Dragon 32/64、 C64                                           |
| 1983 | Color Panic           | Spectral Associates       | TRS-80 Color Computer                                        |
| 1983 | Cuthbert Goes Digging | Microdeal                 | TRS-80 Color Computer 、Dragon 32                            |
| 1983 | Panic 64              | Interceptor Micros        | C64                                                          |
| 1983 | Sam Spade             | Silversoft Ltd            | ZXスペクトル                                                 |
| 1984 | Panic Planet          | Alligata                  | C64                                                          |
| 1984 | Monsters 64           |                           | C64                                                          |
| 1984 | Hektik                | Mastertronic              | C64 、 VIC-20 、 コモドールC16                               |
| 1984 | Roland Goes Digging   | Amsoft/Gem Software       | アムストラッドCPC                                            |
| 1984 | Psychiatric           | Sprites Software          | Oric 1 、 Oric Atmos                                         |
| 1986 | Panik!                | Atlantis (ゲーム)         | Commodore 16 、 BBC Micro 、 Acorn Electron 、 Atari 8ビット |